# الینا خارچنکو

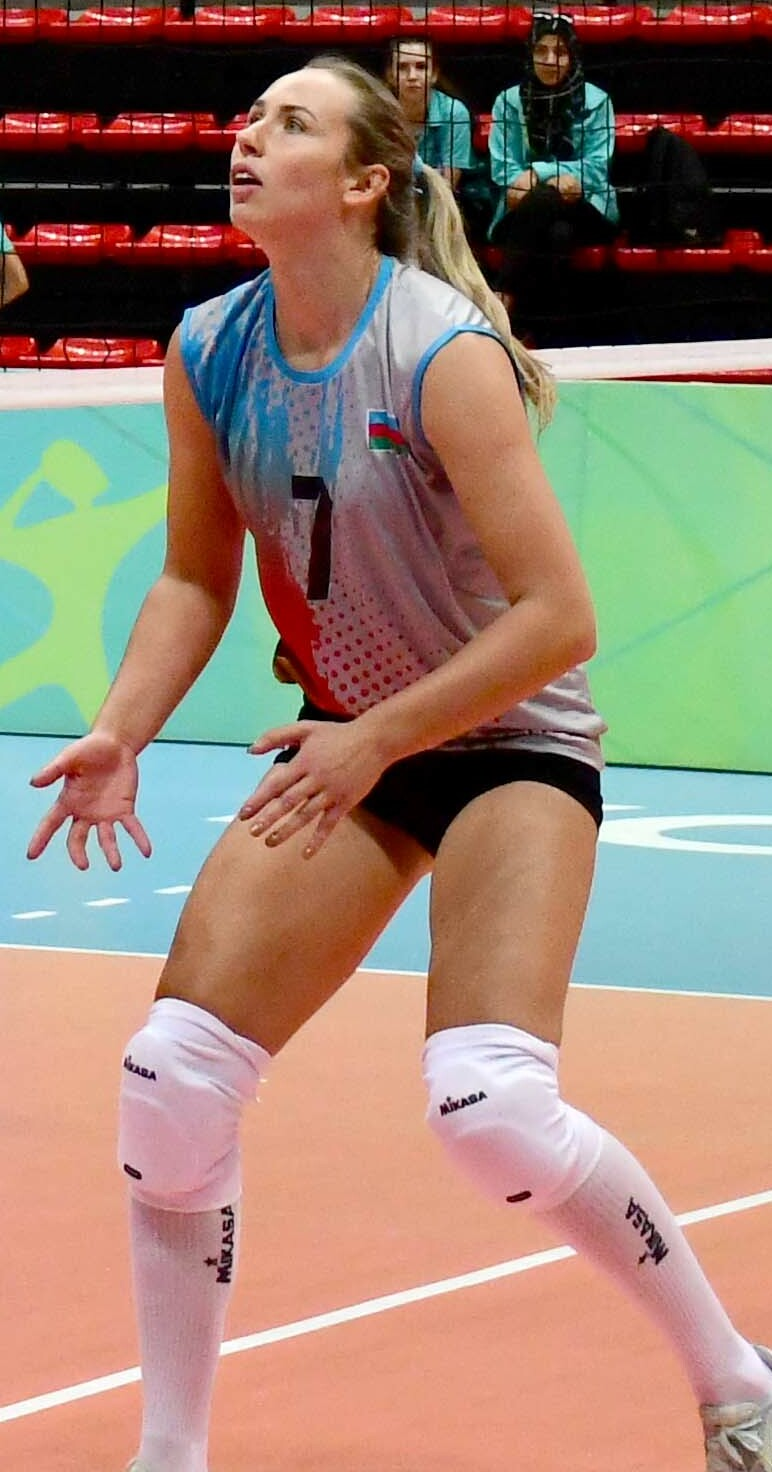
الینا خارچنکو

الینا خارچنکو (اوکراینی: Олена Харченко؛ زادهٔ ۲۵ نوامبر ۱۹۹۵) بازیکن والیبال اهل اوکراین است.